# Prats-du-Périgord
Prats-du-Périgord – miejscowość i gmina we Francji, w regionie Nowa Akwitania, w departamencie Dordogne.
Według danych na rok 1990 gminę zamieszkiwało 199 osób, a gęstość zaludnienia wynosiła 18 osób/km² (wśród 2290 gmin Akwitanii Prats-du-Périgord plasuje się na 978. miejscu pod względem liczby ludności, natomiast pod względem powierzchni na miejscu 994.).